# Khaled Al-Fadhli
Khaled Al-Fadhli (Al Kuwait, 15 maggio 1974) è un ex calciatore kuwaitiano, di ruolo portiere.

## Carriera

### Club
Ha sempre giocato nel campionato kuwaitiano.

### Nazionale
È stato convocato per la Coppa d'Asia nel 1996 e nel 2004.